# 8. Kongresswahlbezirk von Arizona
Der 8. Kongresswahlbezirk Arizonas ist ein 2003 nach dem Ergebnis des Zensus 2000 geschaffener Kongresswahlbezirk zum Repräsentantenhaus der Vereinigten Staaten. Er umfasste zunächst den Südosten des Bundesstaates Arizona. Nach dem Neuzuschnitt der Wahlkreise in Folge des Zensus 2010 besteht er seit 2013 aus den nordwestlichen Vorstädten von Phoenix, einem Großteil des Maricopa County.

## Geschichte
Zum 8. Kongresswahlbezirk gehörte nach seiner Schaffung 2003 der Südosten des Bundesstaates, nämlich das Cochise County vollständig sowie Teile von Pima County, Pinal County und Santa Cruz County. Er hatte einen Cook Partisan Voting Index von R+4, also einen moderaten republikanischen Vorsprung.
George W. Bush erhielt bei der Präsidentschaftswahl in den Vereinigten Staaten 2004 in diesem Wahlbezirk 53 % der Stimmen. Der in Arizona wohnende Republikaner John McCain errang bei der Präsidentschaftswahl in den Vereinigten Staaten 2008 52,37 % der Stimmen, Barack Obama erreichte 46,43 %.
Der Wahlbezirk wurde ab dem 3. Januar 2007 von Gabrielle Giffords von der Demokratischen Partei vertreten und gilt als Swing-Wahlbezirk. Giffords war bei einem öffentlichen Auftritt in einem Einkaufszentrum am 8. Januar 2012 Ziel eines Attentates und wurde schwer verwundet. Ihr Büroleiter und fünf weitere Menschen wurden dabei getötet. Ihr Nachfolger wurde ihr Stabschef Ron Barber, der nach dem Neuzuschnitt der Wahlkreise, der Arizona nach dem Zensusergebnis 2010 mit dem 9. einen zusätzlichen Kongresswahlbezirk verschaffte, zukünftig im 2. Bezirk Arizonas antrat, der geographisch weitgehend dem bisherigen 8. entsprach.
Zum 8. Bezirk wurde zur Wahl 2012 weitgehend der die westlichen Vorstädte von Phoenix abdeckende vormalige 2. Bezirk. Dieser hat mit einem Cook Partisan Voting Index von R+13 eine strukturell deutlich stärker republikanisch ausgerichtete Wählerschaft. Der bisherige Abgeordnete des 2. Bezirks, der Republikaner Trent Franks, trat daraufhin bei der Wahl im November 2012 im neuen 8. Bezirk an und gewann ihn mühelos, zuletzt bei der Wahl 2016 mit knapp 69 Prozent der Stimmen. Nach Vorwürfen, er habe zwei Mitarbeiterinnen sexuell bedrängt, trat Franks zum 8. Dezember 2017 zurück. Es fand eine außerordentliche Nachwahl für diesen Sitz statt. In der Primary am 27. Februar 2018 wurde bestimmt, dass die Republikanerin Debbie Lesko gegen die Demokratin Hiral Tipirneni bei der Hauptwahl am 24. April 2018 antrat. Obwohl der Bezirk republikanisch geprägt ist (Trump gewann hier bei der Präsidentschaftswahl 2016 mit 21 Prozent Vorsprung), investierte das Republican National Committee über 280.000 Dollar an Wahlkampfunterstützung, nachdem es im 18. Kongresswahlbezirk von Pennsylvania wenige Wochen zuvor nicht gelungen war, einen strukturell deutlich republikanischen Wahlkreis zu halten (siehe Conor Lamb). Lesko gewann mit vier Prozentpunkten Vorsprung. Sie wurde 2018, 2020 und 2022 wiedergewählt.

## Nationale Wahlgänge
| Wahlergebnisse der Wahlen zur Präsidentschaft (früherer Zuschnitt) | Wahlergebnisse der Wahlen zur Präsidentschaft (früherer Zuschnitt) | Wahlergebnisse der Wahlen zur Präsidentschaft (früherer Zuschnitt) |
| ------------------------------------------------------------------ | ------------------------------------------------------------------ | ------------------------------------------------------------------ |
| Jahr                                                               | Amt                                                                | Ergebnis                                                           |
| 2000                                                               | Präsident                                                          | Bush 49 – 47 %                                                     |
| 2004                                                               | Präsident                                                          | Bush 53 – 46 %                                                     |
| 2008                                                               | Präsident                                                          | McCain 52 – 46 %                                                   |

| Wahlergebnisse der Wahlen zur Präsidentschaft (aktueller Zuschnitt) | Wahlergebnisse der Wahlen zur Präsidentschaft (aktueller Zuschnitt) | Wahlergebnisse der Wahlen zur Präsidentschaft (aktueller Zuschnitt) |
| ------------------------------------------------------------------- | ------------------------------------------------------------------- | ------------------------------------------------------------------- |
| Jahr                                                                | Amt                                                                 | Ergebnis                                                            |
| 2012                                                                | Präsident                                                           | Romney 62 – 37 %                                                    |
| 2016                                                                | Präsident                                                           | Trump 58 – 37 %                                                     |
| 2020                                                                | Präsident                                                           | Trump 57 – 41 %                                                     |

## Liste der bisherigen Abgeordneten des Wahlkreises im US-Repräsentantenhaus
Das Gebiet des 8. Kongresswahlbezirkes Arizonas, wie es nach seiner Einführung 2003 in der Südostecke des Bundesstaats für ein Jahrzehnt bestand, entsprach fast vollständig dem Gebiet, das bis dahin zum 5. Kongresswahlbezirk von Arizona gehört hatte. Seit 2013 entspricht das Gebiet des 8. Kongresswahlbezirks in den westlichen Vorstädten von Phoenix weitgehend demjenigen, das bis dahin zum 2. Kongresswahlbezirk von Arizona gehört hatte.
| Representative             | Partei                     | Zeitraum                        | Anmerkungen                                                                                   |
| -------------------------- | -------------------------- | ------------------------------- | --------------------------------------------------------------------------------------------- |
| Wahlbezirk wurde errichtet | Wahlbezirk wurde errichtet | 3. Januar 2003                  |                                                                                               |
| James T. Kolbe             | Republikaner               | 3. Januar 2003–3. Januar 2007   | Redistricted vom 5. Kongresswahlbezirk von Arizona, kandidierte nicht mehr                    |
| Gabrielle Giffords         | Demokraten                 | 3. Januar 2007–25. Januar 2012  | Rücktritt                                                                                     |
| vakant                     |                            | 25. Januar 2012–12. Juni 2012   |                                                                                               |
| Ron Barber                 | Demokraten                 | 12. Juni 2012–3. Januar 2013    | gewählt, um Giffords’ Amtszeit zu beenden, redistrictet zum 2. Kongresswahlbezirk von Arizona |
| Trent Franks               | Republikaner               | 3. Januar 2013–9. Dezember 2017 | redistricted vom 2. Kongresswahlbezirk; wiedergewählt 2012, 2014, 2016, zurückgetreten        |
| vakant                     |                            | 9. Dezember 2017–7. Mai 2018    |                                                                                               |
| Debbie Lesko               | Republikaner               | 7. Mai 2018–                    | gewählt, um Franks’ Amtszeit zu beenden, wiedergewählt 2018, 2020 und 2022                    |

## Wahlergebnisse

### 2002
| Partei        | Partei            | Kandidat        | Stimmen | %        |
| ------------- | ----------------- | --------------- | ------- | -------- |
|               | Republikaner      | Jim Kolbe       | 126.930 | 63,33 %  |
|               | Demokraten        | Mary Judge Ryan | 67.328  | 33,59 %  |
|               | Libertarian Party | Joe Duarte      | 6.142   | 3,06 %   |
|               | Write-in          | Jim Dorrance    | 28      | 0,01 %   |
| Vorsprung     | Vorsprung         | Vorsprung       | 59.602  | 29,74 %  |
| Gesamtstimmen | Gesamtstimmen     | Gesamtstimmen   | 200,428 | 100,00 % |

### 2004
| Partei        | Partei              | Kandidat                | Stimmen | %        |
| ------------- | ------------------- | ----------------------- | ------- | -------- |
|               | Republikaner        | Jim Kolbe (Amtsinhaber) | 183.363 | 60,36 %  |
|               | Demokraten          | Eva Bacal               | 109.963 | 36,20 %  |
|               | Libertarian Party   | Robert Anderson         | 10.443  | 3,44 %   |
| Vorsprung     | Vorsprung           | Vorsprung               | 73.400  | 24,16 %  |
| Gesamtstimmen | Gesamtstimmen       | Gesamtstimmen           | 303.769 | 100,00 % |
|               | Republikaner halten |                         |         |          |

### 2006
| Partei        | Partei                                | Kandidat           | Stimmen | %        |
| ------------- | ------------------------------------- | ------------------ | ------- | -------- |
|               | Demokraten                            | Gabrielle Giffords | 137.655 | 54,25 %  |
|               | Republikaner                          | Randy Graf         | 106.790 | 42,09 %  |
|               | Libertarian Party                     | David Nolan        | 4.849   | 1,91 %   |
|               | Unabhängige                           | Jay Quick          | 4.408   | 1,74 %   |
| Vorsprung     | Vorsprung                             | Vorsprung          | 30.865  | 12,16 %  |
| Gesamtstimmen | Gesamtstimmen                         | Gesamtstimmen      | 253.720 | 100,00 % |
|               | Demokraten gewinnen von Republikanern |                    |         |          |

### 2008
| Partei        | Partei            | Kandidat                         | Stimmen | %        |
| ------------- | ----------------- | -------------------------------- | ------- | -------- |
|               | Demokraten        | Gabrielle Giffords (Amtsinhaber) | 179.629 | 54,72 %  |
|               | Republikaner      | Tim Bee                          | 140.553 | 42,82 %  |
|               | Libertarian Party | Paul Davis                       | 8.081   | 2,46 %   |
| Majority      | Majority          | Majority                         | 39.076  | 11,90 %  |
| Gesamtstimmen | Gesamtstimmen     | Gesamtstimmen                    | 328.266 | 100,00 % |
|               | Demokraten halten |                                  |         |          |

### 2010
| Partei        | Partei            | Kandidat                         | Stimmen | %        |
| ------------- | ----------------- | -------------------------------- | ------- | -------- |
|               | Democratic        | Gabrielle Giffords (Amtsinhaber) | 138.280 | 48,76 %  |
|               | Republican        | Jesse Kelly                      | 134.124 | 47,30 %  |
|               | Libertarian       | Steven Stoltz                    | 11.174  | 3,94 %   |
| Vorsprung     | Vorsprung         | Vorsprung                        | 4.156   | 1,46 %   |
| Gesamtstimmen | Gesamtstimmen     | Gesamtstimmen                    | 283.578 | 100,00 % |
|               | Demokraten halten |                                  |         |          |

### Nachwahl Juni 2012
| Partei        | Partei            | Kandidat          | Stimmen | %        |
| ------------- | ----------------- | ----------------- | ------- | -------- |
|               | Demokraten        | Ron Barber        | 111.203 | 52,32 %  |
|               | Republikaner      | Jesse Kelly       | 96.465  | 45,39 %  |
|               | Green Party       | Charlie Manolakis | 4.869   | 2,29 %   |
| Vorsprung     | Vorsprung         | Vorsprung         | 14.739  | 6,93 %   |
| Gesamtstimmen | Gesamtstimmen     | Gesamtstimmen     | 212.538 | 100,00 % |
|               | Demokraten halten |                   |         |          |

### 2012
| Partei        | Partei              | Kandidat       | Stimmen | %        | +/−      |
| ------------- | ------------------- | -------------- | ------- | -------- | -------- |
|               | Republikaner        | Trent Franks   | 172.809 | 63,35 %  | +17,84 % |
|               | Demokraten          | Gene Scharer   | 95.635  | 35,06 %  | −16,95 % |
|               | Americans Elect     | Stephen Dolgos | 4.347   | 1,59 %   | +1,59 %  |
| Vorsprung     | Vorsprung           | Vorsprung      | 77.174  | 28,29 %  |          |
| Gesamtstimmen | Gesamtstimmen       | Gesamtstimmen  | 272.791 | 100,00 % |          |
|               | Republikaner halten |                |         |          |          |

### 2014
| Partei        | Partei              | Kandidat                   | Stimmen | %        |         |
| ------------- | ------------------- | -------------------------- | ------- | -------- | ------- |
|               | Republikaner        | Trent Franks (Amtsinhaber) | 128.710 | 75,8 %   |         |
|               | Americans Elect     | Stephen Dolgos             | 4.347   | 1,59 %   | +1,59 % |
| Vorsprung     | Vorsprung           | Vorsprung                  | 87.644  | 50,6 %   |         |
| Gesamtstimmen | Gesamtstimmen       | Gesamtstimmen              | 169.776 | 100,00 % |         |
|               | Republikaner halten |                            |         |          |         |

### 2016
| Partei        | Partei              | Kandidat                   | Stimmen | %       |
| ------------- | ------------------- | -------------------------- | ------- | ------- |
|               | Republikaner        | Trent Franks (Amtsinhaber) | 204.942 | 68,6 %  |
|               | Green Party         | Mark Salazar               | 93.954  | 31,4 %  |
| Vorsprung     | Vorsprung           | Vorsprung                  | 110.988 | 37,2 %  |
| Gesamtstimmen | Gesamtstimmen       | Gesamtstimmen              | 298.896 | 100,0 % |
|               | Republikaner halten |                            |         |         |

### Nachwahl Mai 2018
| Partei        | Partei              | Kandidat            | Stimmen | %       | +/−    |
| ------------- | ------------------- | ------------------- | ------- | ------- | ------ |
|               | Republikaner        | Debbie Lesko        | 96.012  | 52,37 % | −16,43 |
|               | Demokraten          | Hiral Tipirneni     | 87.331  | 47,63 % | +47,63 |
| Gesamtstimmen | Gesamtstimmen       | Gesamtstimmen       | 183.343 | 100,0 % |        |
| Vorsprung     | Vorsprung           | Vorsprung           | 8.681   | 4,74 %  |        |
|               | Republikaner halten | Republikaner halten | Swing   | −16,2 % |        |

### 2018
| Partei        | Partei              | Kandidat                     | Stimmen | %       |
| ------------- | ------------------- | ---------------------------- | ------- | ------- |
|               | Republikaner        | Debbie Lesko (Amtsinhaberin) | 168.835 | 55,5 %  |
|               | Demokraten          | Hiral Tipirneni              | 135.569 | 44,5 %  |
|               | New Paradigm Party  | Steven Hummel (Write-In)     | 13      | 0,0 %   |
| Vorsprung     | Vorsprung           | Vorsprung                    | 33.266  | 9,3 %   |
| Gesamtstimmen | Gesamtstimmen       | Gesamtstimmen                | 304.417 | 100,0 % |
|               | Republikaner halten |                              |         |         |

### 2020
| Partei        | Partei              | Kandidat                     | Stimmen | %       |
| ------------- | ------------------- | ---------------------------- | ------- | ------- |
|               | Republikaner        | Debbie Lesko (Amtsinhaberin) | 251.633 | 59,6 %  |
|               | Demokraten          | Michael Muscato              | 170.816 | 40,4 %  |
|               | Write-In            | Taliban Hendrix              | 18      | 0,0 %   |
| Vorsprung     | Vorsprung           | Vorsprung                    | 80.817  | 19,1 %  |
| Gesamtstimmen | Gesamtstimmen       | Gesamtstimmen                | 422.467 | 100,0 % |
|               | Republikaner halten |                              |         |         |

### 2022
| Partei        | Partei              | Kandidat                     | Stimmen | %       |
| ------------- | ------------------- | ---------------------------- | ------- | ------- |
|               | Republikaner        | Debbie Lesko (Amtsinhaberin) | 197.555 | 96,5 %  |
|               | Demokraten          | Jeremy Spreitzer (Write-In)  | 5.145   | 2,5 %   |
|               | Demokraten          | Alixandria Guzman (Write-In) | 2.013   | 1,0 %   |
| Vorsprung     | Vorsprung           | Vorsprung                    | 192.410 | 93,9 %  |
| Gesamtstimmen | Gesamtstimmen       | Gesamtstimmen                | 204.713 | 100,0 % |
|               | Republikaner halten |                              |         |         |

### 2024
| Partei        | Partei              | Kandidat      | Stimmen | %       |
| ------------- | ------------------- | ------------- | ------- | ------- |
|               | Republikaner        | Abe Hamadeh   | 208.269 | 56,5 %  |
|               | Demokraten          | Greg Whitten  | 160.344 | 43,5 %  |
| Vorsprung     | Vorsprung           | Vorsprung     | 47.925  | 13,0 %  |
| Gesamtstimmen | Gesamtstimmen       | Gesamtstimmen | 368.613 | 100,0 % |
|               | Republikaner halten |               |         |         |

## Belege
1. ↑  census.gov
2. ↑  Enacted Maps and 2022 Ratings. The Cook Political Report, abgerufen am 4. Juli 2022 (englisch).
3. ↑  David Weigel: Republicans make six-figure investment in deep-red Arizona district. In: The Washington Post, 23. März 2018; Dan Merica: Republican Debbie Lesko wins in Arizona special election. In: CNN.com, 25. April 2018.
4. ↑  Campaign 2002: Arizona. (Memento vom 29. Juni 2006 im Internet Archive) In: CBS News.
5. ↑  2004 Election 2004: Arizona. In: CNN.com.
6. ↑  STATE OF ARIZONA OFFICIAL CANVASS: 2008 General Election – November 4, 2008. (PDF; 299 kB) Secretary of State of Arizona, 1. Dezember 2008, archiviert vom Original (nicht mehr online verfügbar) am 19. Dezember 2014; abgerufen am 6. Dezember 2008.
7. ↑  State of Arizona Official Canvass. (PDF; 893 kB) 3. Dezember 2012, archiviert vom Original am 19. Dezember 2014; abgerufen am 31. März 2013 (englisch).
8. ↑  U.S. Representative in Congress - District No. 8. Arizona Secretary of State, abgerufen am 4. November 2018 (englisch).
9. ↑  STATE OF ARIZONA OFFICIAL CANVASS: 2018 General Election – November 6, 2018. (PDF; 8,7 MB) Secretary of State of Arizona, 30. November 2018, archiviert vom Original (nicht mehr online verfügbar) am 7. Dezember 2018; abgerufen am 4. Juli 2022.  Info: Der Archivlink wurde automatisch eingesetzt und noch nicht geprüft. Bitte prüfe Original- und Archivlink gemäß Anleitung und entferne dann diesen Hinweis.
10. ↑  STATE OF ARIZONA OFFICIAL CANVASS: 2020 General Election – November 3, 2020. (PDF; 1,7 MB) Secretary of State of Arizona, 24. November 2020, archiviert vom Original (nicht mehr online verfügbar) am 31. Dezember 2020; abgerufen am 4. Juli 2022.  Info: Der Archivlink wurde automatisch eingesetzt und noch nicht geprüft. Bitte prüfe Original- und Archivlink gemäß Anleitung und entferne dann diesen Hinweis.
11. ↑  STATE OF ARIZONA OFFICIAL CANVASS: 2022 General Election – November 8, 2020. (PDF; 1,1 MB) Secretary of State of Arizona, 5. Dezember 2022, archiviert vom Original (nicht mehr online verfügbar) am 16. Januar 2023; abgerufen am 7. Dezember 2022.  Info: Der Archivlink wurde automatisch eingesetzt und noch nicht geprüft. Bitte prüfe Original- und Archivlink gemäß Anleitung und entferne dann diesen Hinweis.
12. ↑  Arizona House District 8 General Election Results 2024, NBC News vom 2. Dezember 2024